# 料理レシピ本大賞 in Japan
料理レシピ本大賞 in Japan（りょうりレシピぼんたいしょう イン ジャパン）は、料理レシピ本について「書籍としての指標を示す」「魅力をアピールし、価値を広く浸透させる」「書店店頭を活性化する」といった目的のため、2014年に創設された賞。
キャッチコピーは、「食は本能の言葉! 文字は心の叫び」。
運営しているのは全国の書店員有志が中心となった実行委員会。実行委員長は加藤勤など、出版業界各社がサポーターとして協力している。
選考基準は、以下の5点。
1. レシピが掲載されていること
2. 分かりやすく作りやすい内容であること
3. 日本の食文化かつ食育に貢献できる内容であること
4. 「美味しそう」「美味しかった」「お客様に薦めたい」と感じた作品であること
5. 1つのカテゴリーに特化し、プロの料理人も使用可能なレシピ本であること（※専門料理賞のみの対象基準）

なお、第1回よりアンバサダーは、天野ひろゆき（キャイ〜ン）が務めている。

## 料理部門 大賞受賞作品
- 第1回（2014年実施）
  - 飛田和緒 『常備菜 1 作って冷蔵庫にストックしておけば、ごはんに、お弁当に、すぐおいしいおかず109』 主婦と生活社、ISBN 978-4-391-14050-7
- 第2回（2015年実施）
  - 瀬尾幸子 『ラクうまごはんのコツ ほんとに旨い。ぜったい失敗しない。』 新星出版社、ISBN 978-4-405-09260-0
- 第3回（2016年実施）
  - nozomi 『つくおき 週末まとめて作り置きレシピ』 光文社〈美人時間ムック〉、ISBN 978-4-334-97841-9
- 第4回（2017年実施）
  - はらぺこグリズリー 『世界一美味しい煮卵の作り方 家メシ食堂 ひとりぶん100レシピ』 光文社〈光文社文庫〉、ISBN 978-4-334-03973-8
- 第5回（2018年実施）
  - 瀬尾幸子 『みそ汁はおかずです』 学研プラス、ISBN 978-4-05-800806-5
- 第6回（2019年実施）
  - はらぺこグリズリー 『世界一美味しい手抜きごはん 最速! やる気のいらない100レシピ』 KADOKAWA、ISBN 978-4-04-602347-6
- 第7回（2020年実施）
  - リュウジ 『ひと口で人間をダメにするウマさ! リュウジ式 悪魔のレシピ』 ライツ社、ISBN 978-4-90-904423-5
- 第8回（2021年実施）
  - 滝沢カレン 『カレンの台所』 サンクチュアリ出版、ISBN 978-4-80-140075-7
- 第9回（2022年実施）
  - リュウジ 『リュウジ式至高のレシピ』 ライツ社、ISBN 978-4-90-904434-1
- 第10回（2023年実施）[1]
  - まるみキッチン 『やる気１％ごはん』 KADOKAWA、ISBN 978-4-04-681817-1

## お菓子部門 大賞受賞作品
- 第1回（2014年実施）
  - なかしましほ 『まいにち食べたい“ごはんのような”クッキーとビスケットの本』 主婦と生活社、ISBN 978-4-39-162817-3
- 第2回（2015年実施）
  - 『作りおきスイーツ』 主婦の友社、ISBN 978-4-07-295975-6
- 第3回（2016年実施）
  - 荻田尚子 『魔法のケーキ』 主婦と生活社、ISBN 978-4-39-114699-8
- 第4回（2017年実施）
  - 白崎裕子 『白崎茶会のあたらしいおやつ 小麦粉を使わない かんたんレシピ』 マガジンハウス、ISBN 978-4-83-872891-6
- 第5回（2018年実施）
  - 白崎裕子 『へたおやつ 小麦粉を使わない 白崎茶会のはじめてレシピ』 マガジンハウス、ISBN 978-4-83-872975-3
- 第6回（2019年実施）
  - 藤原美樹 『世界一親切な大好き!家おやつ』 主婦の友社、ISBN 978-4-07-432455-2
- 第7回（2020年実施）
  - てぬキッチン 『材料2つから作れる! 魔法のてぬきおやつ』 ワニブックス、ISBN 978-4-84-709879-6
- 第8回（2021年実施）
  - てぬキッチン 『材料2つから! オーブン不使用! もっと! 魔法のてぬきおやつ』 ワニブックス、ISBN 978-4-84-707026-6
- 第9回（2022年実施）
  - 桜田千尋 『満月珈琲店のレシピ帖』 主婦の友社、ISBN 978-4-07-449496-5
- 第10回（2023年実施）[2]
  - 江口和明 『とんでもないお菓子作り』ワニブックス、ISBN 978-4-8470-7244-4